# Preston Steiger
Preston MacPherson Steiger (San Francisco, 6 settembre 1898 – San Francisco, 13 novembre 1931) è stato un pallanuotista statunitense.
Faceva parte della squadra dei Stati Uniti che ha partecipato ai Giochi di Anversa 1920.